# 瀨田日名子
瀨田日名子（日语：／ Seta Hinako），日本插畫家、漫畫家。女性。

## 人物
- 截至2015年，居住於埼玉縣[2]。
- 截至2015年，就漫畫《靈感少女》而言，漫畫是用紙和筆創作完成一半，然後掃描到電腦裡完成的[3]。
- 負責輕小說的插畫時，經常在平裝本的最後畫4格漫畫。

## 作品列表

### 小說插圖
- 斬月傳（日语：斬月伝）（角川Beans文庫）
- 星宿姬傳（日语：菅沼理恵）（角川Beans文庫）
- 螺旋公主（日语：螺旋のプリンセス）系列（角川Sneaker文庫）

### 漫畫
- 歡迎來到K隆軍基地！（角川書店《KERORO軍曹趣味大集合》發表，《Keroro軍曹》的4格漫畫）
- 斬月傳（角川書店《The Beans（日语：ザ・ビーンズ）》發表）
- 少年陰陽師（角川書店《月刊Asuka》連載）
- 星宿姬傳（角川書店《The Beans》發表）
- （少年畫報社《YOUNG KING OURs》發表）
- 蘆屋的貓。（日语：芦屋さんの猫。）（少年畫報社《貓拳（日语：ねこぱんち）》40號，4格漫畫發表）
- 靈感少女[4]（芳文社《Manga Time Jumbo（日语：まんがタイムジャンボ）》→《Manga Time Jumbo（日语：まんがタイム）》4格漫畫連載）
- [注 1]（芳文社《Manga Time Family（日语：まんがタイムファミリー）》目次4格漫畫連載）
- （雙葉社《Manga Town（日语：まんがタウン）》4格漫畫連載）
- （雙葉社《Manga Town》4格漫畫連載）
- （雙葉社《Manga Town》連載）

### 插畫
- 海洋技術綜合學院高尾部（少年畫報社《YOUNGKING OURS GH（日语：月刊ヤングキングアワーズGH）》連載，《蒼藍鋼鐵戰艦》的外傳作品）

## 腳註

## 相關項目
- 日本插畫家列表（日语：日本のイラストレーター一覧）
- 日本漫畫家列表

## 外部連結
- ＠10 （页面存档备份，存于） （日語）—瀨田日名子的官方個人部落格。
- 瀨田日名子的X（前Twitter） （日語）